# Zentrale Zürichbergbahn
| Wagen Nr. 2 der Zentralen Zürichberg-Bahn |                     |                     |                     |
| Streckenverlauf 1896. HauptlinieNebenlinie |                     |                     |                     |
| Streckenlänge: | 3,61 km             |                     |                     |
| Spurweite: | 1000 mm (Meterspur) |                     |                     |
| Stromsystem: | 550 =               |                     |                     |
| Maximale Neigung: | 70 ‰                |                     |                     |
| Minimaler Radius: | 12 m                |                     |                     |
| Zweigleisigkeit: | Bellevue–Pfauen     |                     |                     |
| |                     |                     |                     |
| \| \| 0,000 \| Bellevue \| 412 m ü. M. \| \| \| 0,485 \| Pfauen \| 427 m ü. M. \| \| \| 1,150 \| Platte-Post \| 454 m ü. M. \| \| \| 0,000 \| \| \| \| \| 0,475 \| Polytechnikum \| 475 m ü. M. \| \| \| 0,925 \| Rigistrasse \| 499 m ü. M. \| \| \| \| Gloriastrasse \| 483 m ü. M. \| \| \| 2,040 \| Kirche Fluntern \| 511 m ü. M. \| \| \| \| Depot mit Kraftwerk \| \| |                     |                     |                     |
| Kopfbahnhof Streckenanfang | 0,000               | Bellevue            | 412 m ü. M.         |
| Bahnhof | 0,485               | Pfauen              | 427 m ü. M.         |
| Bahnhof | 1,150               | Platte-Post         | 454 m ü. M.         |
| Abzweig geradeaus, nach links und von links · Strecke von rechts | 0,000               |                     |                     |
| Strecke · Abzweig geradeaus, nach links und von links · Kopfbahnhof Streckenende und quer | 0,475               | Polytechnikum       | 475 m ü. M.         |
| Strecke · Kopfbahnhof Streckenende | 0,925               | Rigistrasse         | 499 m ü. M.         |
| |                     | Gloriastrasse       | 483 m ü. M.         |
| Bahnhof | 2,040               | Kirche Fluntern     | 511 m ü. M.         |
| Betriebs-/Güterbahnhof Streckenende |                     | Depot mit Kraftwerk | Depot mit Kraftwerk |

Die Zentrale Zürichbergbahn (ZZB), bis ca. 1901 auch Centrale Zürichberg-Bahn, war eine Strassenbahngesellschaft in der Schweiz, die auf dem Stadtgebiet von Zürich verkehrte. Sie wurde 1894 gegründet und war eine von acht Vorgängergesellschaften der heutigen Verkehrsbetriebe Zürich (VBZ). Die ZZB erschloss die am Westhang des Zürichbergs gelegenen Quartiere Fluntern und Oberstrass. Am 3. Dezember 1905 kaufte die Stadt Zürich die ZZB, ihre Infrastruktur ging im Zürcher Strassenbahnnetz auf.

## Geschichte

### Bellevue-Pfauen-Rämistrasse-Kirche Fluntern
1893 erhielt der Arzt Ausderau eine Konzession für den Bau einer Strassenbahn vom Bellevue über die Rämistrasse bis zur Kirche Fluntern, mit der Möglichkeit der Fortsetzung auf den Zürichberg. Für den Bau der Strassenbahn bildete sich die Zentrale Zürichbergbahn AG. Ihr Ziel war die Erschliessung der Aussengemeinde Fluntern als Wohnstandort und des Zürichbergs als Naherholungsgebiet für Stadtbewohner. Weiter bot die Zürichbergbahn an, auch andere Strassenbahnen, welche die Zürichbergbahn beim «Pfauen» kreuzten, mit Strom aus ihrem Kraftwerk zu versorgen.
Die Bauarbeiten begannen im Oktober 1894. Am 16. Februar 1895 wurde die meterspurige Strecke Pfauen–Kirche Fluntern eröffnet, wobei sie noch nicht der heutigen Streckenführung der Linie 6 folgte. Die Strecke verlief vom Pfauen durch die Rämistrasse bis auf die Höhe der heutigen Haltestelle Kantonsschule, bog dann in die Zürichbergstrasse ein und folgte dieser bis zur Kreuzung mit der Plattenstrasse, der sie bis zur Gloriastrasse folgte. Auf der Gloriastrasse folgte sie kurz der heutigen Linie 6 bis zur Kreuzung mit der Moussonstrasse, der sie folgte, bis diese wieder in die Gloriastrasse einmündete. Danach entsprach die Strecke der heutigen Linie 6 bis zur Kirche Fluntern, wo sich das Depot befand.
Die Streckenführung durch die Moussonstrasse musste gewählt werden, weil das 1890 fertiggestellte Physikgebäude des Polytechnikums an der Gloriastrasse 35 nicht durch die elektrische Strassenbahn gestört werden sollte. Seit 1919 besteht die heutige Streckenführung. 1938 wurde die Streckenführung Zürichbergstrasse–Plattenstrasse durch diejenige über die Kreuzung Rämistrasse/Gloriastrasse ersetzt. Beide Änderungen erfolgten, als die ZZB bereits durch die Städtische Strassenbahn Zürich übernommen worden war.
Vom Bellevue bis zum Pfauen benutzte die ZZB die im Jahr zuvor von der Elektrischen Strassenbahn Zürich (ESZ) eröffnete Strecke. Die Strassenbahnlinie vom Bellevue bis zur Kirche Fluntern war 2 km lang. Die Wagen verkehrten vom Bellevue bis zur heutigen Haltestelle Platte im Sechs-Minuten-Takt, auf der Linie bis Kirche Fluntern im 12-Minuten-Takt.

### Polytechnikum–Oberstrass
Das Bauunternehmen Grether & Co. hatte an der Hanglage oberhalb des Dorfes Oberstrass grosse Grundstücke erworben, fand aber nicht genügend Interessenten für den Bau von Wohnhäusern. Eine neue Tramlinie sollte das Gebiet mit der Stadt verbinden und für potenzielle Käufer interessant machen. Ein erstes Gesuch für den Bau einer 75-cm-Dampfstrassenbahn vom Polytechnikum nach Oberstrass und weiter auf den Geissberg⊙ wurde 1892 eingereicht, aber vom Kanton zurückgestellt, da er sich zuerst auf eine einheitliche Spurweite für das Strassenbahnnetz festlegen wollte. Die Zuständigkeit für die Strassenbahnlinien lag beim Kanton, da sie über das damalige Gemeindegebiet der Stadt Zürich hinausreichten. Nachdem sich der Kanton auf die Meterspur festgelegt hatte, reichte Grether erneut ein Konzessionsgesuch für eine Strassenbahnlinie ein, die mit Dampfmotorwagen betrieben werden sollte. Der Bund ging aber 1893 nicht auf Grethers Gesuch ein, da einerseits die Bewilligung vom Kanton zur Benutzung der Strasse fehlte, anderseits Grether selbst das Gesuch von Dampfbetrieb auf elektrischen Betrieb ändern wollte.
Nachdem Zürich 1893 mehrere Vororte, darunter auch Oberstrass, eingemeindet hatte, erhielt Grether & Co. 1894 die Konzession für den Bau der elektrischen Strassenbahn von der Tannenstrasse, wo Anschluss an die Polybahn bestand, über die Universitätstrasse bis zum Rigiplatz, mitsamt der Auflage, sich mit der Zentralen Zürichbergbahn zu vereinigen. Die Zentrale Zürichbergbahn AG hatte bereits einige Monate zuvor die Konzession für eine Abzweigung von der Plattenstrasse bis zum südlichen Ende der Universitätstrasse erhalten, sodass eine Anbindung an die Hauptstrecke Bellevue–Kirche Fluntern entstand.
Am 1. November 1895 erfolgte die Eröffnung der 1,2 km langen Strecke von der Platte nach Oberstrass. Die Endhaltestelle befand sich bei der Kreuzung der Universitätstrasse mit der Gloriastrasse etwa 160 m südlich der heutigen Haltestelle Seilbahn Rigiblick. Hinzu kam ein kurzer Abzweig in der Tannenstrasse bis zur Bergstation der Polybahn, der jedoch nur bis zum 1. August 1896 in Betrieb war.

### Stromversorgung
Ursprünglich sollte die ZZB von einem bestehenden Kraftwerk in Dietikon oder Bremgarten aus mit Strom versorgt werden – die Masten waren bis zur Stadtgrenze bereits aufgestellt. Das Vorhaben scheiterte aber am Widerstand der Stadt, welche keine Freileitung auf ihrem Gebiet haben wollte. Der Strom wurde deshalb in einem eigenen Kraftwerk beim Depot in Fluntern erzeugt. Dafür wurde Kohle vergast und mit Gasmotoren von Crossley Brothers aus Manchester verarbeitet. Diese trieben Gleichstrom-Nebenschluss-Generatoren der Maschinenfabrik Oerlikon (MFO) an, welche die 550-V-Gleichspannung für den Fahrbetrieb erzeugten. Bei Betriebsaufnahme waren zwei Gasmotoren zu 60 PS aufgestellt, später kam ein 120-PS-Gasmotor hinzu. Die Gesamtleistung der Generatoren betrug nach dem Ausbau 170 kW. Der Eigenbedarf wurde von einem 15-PS-Gasmotor gedeckt, der einen 12-kW-Generator von Rieter für die 150-V-Versorgung antrieb. Die Deckung des Spitzenenergiebedarfs übernahmen Bleiakkumulatoren, die eine Kapazität von 370 Ah bei einem Entladestrom von 370 A hatten.
Das Kraftwerk hatte genügend Leistung, um von 1899 bis 1902 auch die Strecke Leonhardsplatz – Kreuzplatz der Städtischen Strassenbahn Zürich (StStZ) zu versorgen.

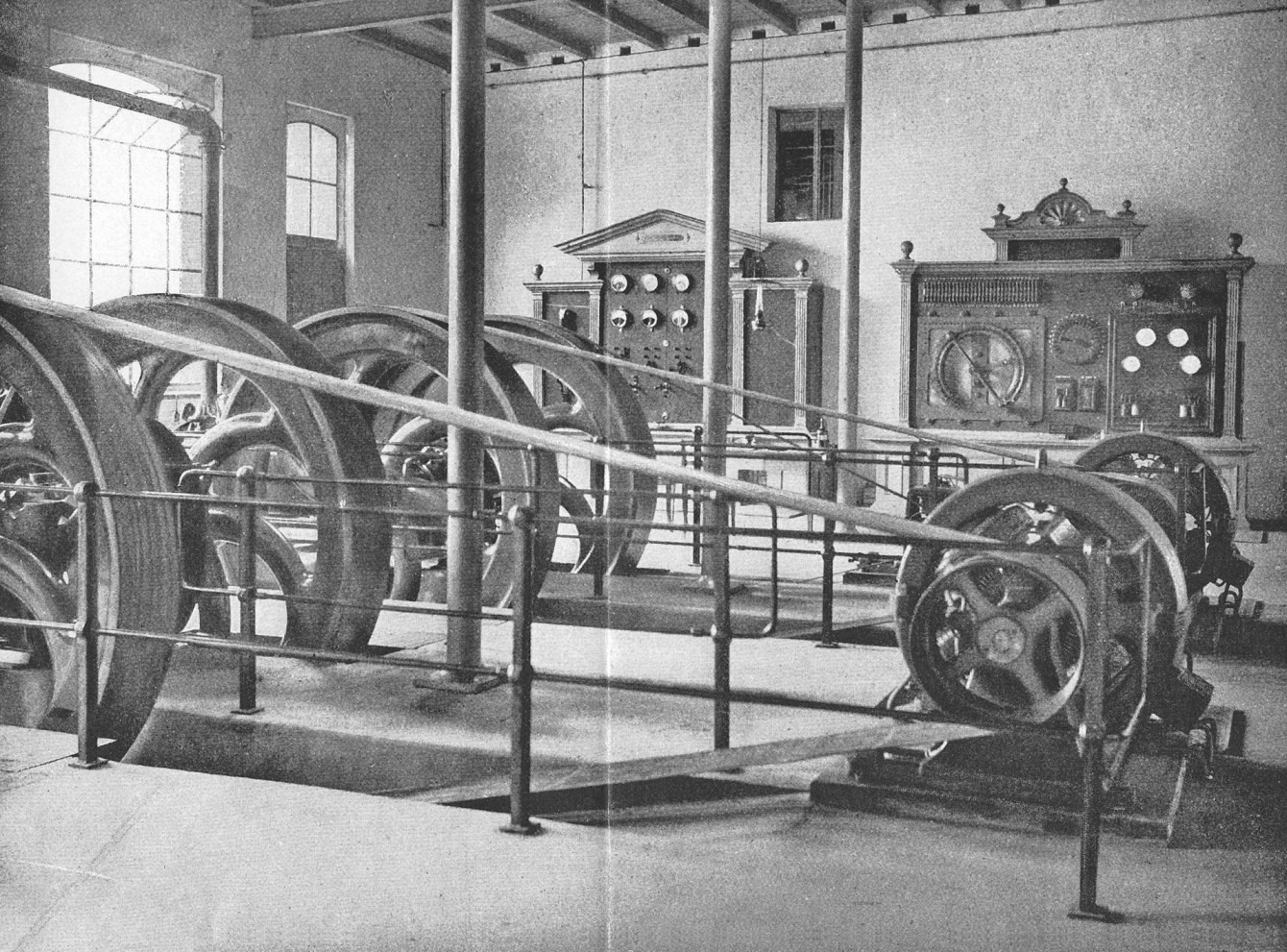
Maschinensaal der Kraftstation

### Entwicklung bis zur Fusion mit der StStZ
Von Beginn weg war die ZZB defizitär, sodass sie ab 1896 Subventionen von der Stadt erhielt und ab 1899 vom Bellevue bis zum Paradeplatz verkehren durfte. Grether & Co. plante eine Verlängerung der Tramlinie von Oberstrass durch die steile Rigistrasse auf den Germaniahügel, um die bis anhin schleppend verlaufende Überbauung des Entwicklungsgebietes voranzutreiben. Die Fluntermer Aktionäre, welche die Mehrheit besassen, befürchteten noch grössere Defizite und wehrten sich gegen dieses Vorhaben. Stattdessen errichteten Grether & Co. und die Erschliessungsgesellschaft Rigiviertel AG auf eigene Kosten die Seilbahn Rigiblick. Die Eröffnung dieser Standseilbahn erfolgte am 4. April 1901. Die ZZB begnügte sich damit, eine rund 300 Meter lange Anschlussstrecke zur Talstation zu bauen, die am selben Tag eröffnet wurde. Mit der Standseilbahn setzte eine intensive Bautätigkeit im Rigiviertel ein, von der auch die Strassenbahn profitierte. Als die ZZB deswegen 1904 erstmals einen kleinen Gewinn erwirtschaftete, wollte die Stadt die Subventionen streichen. Die nachfolgenden Verhandlungen führten schliesslich zur Übernahme der ZZB durch die StStZ per 1. Januar 1906. Das Kraftwerk wurde Ende Januar 1906 ausser Betrieb genommen und die Ausrüstung zum Verkauf ausgeschrieben. Der Strom wurde fortan vom Elektrizitätswerk der Stadt Zürich bezogen. Der ehemalige Maschinensaal wurde von der Uhrenfabrik Magneta genutzt.